# Black Metal (álbum)
Black Metal es el segundo álbum de estudio de la banda británica de heavy metal Venom, editado en 1982 por el sello Neat.

## Detalles
El disco salió al mercado en noviembre de 1982 en LP de vinilo y cassette, siendo reeditado en CD a principios de los 90s por el sello inglés Castle Communications.
En 2002 se reeditó la versión expandida el CD con 9 bonus tracks.
Junto al álbum debut de la banda: Welcome to Hell, Black Metal es considerado uno de los discos más influyentes en subgéneros futuros del heavy metal como el thrash metal, death metal y black metal.

## Lista de canciones

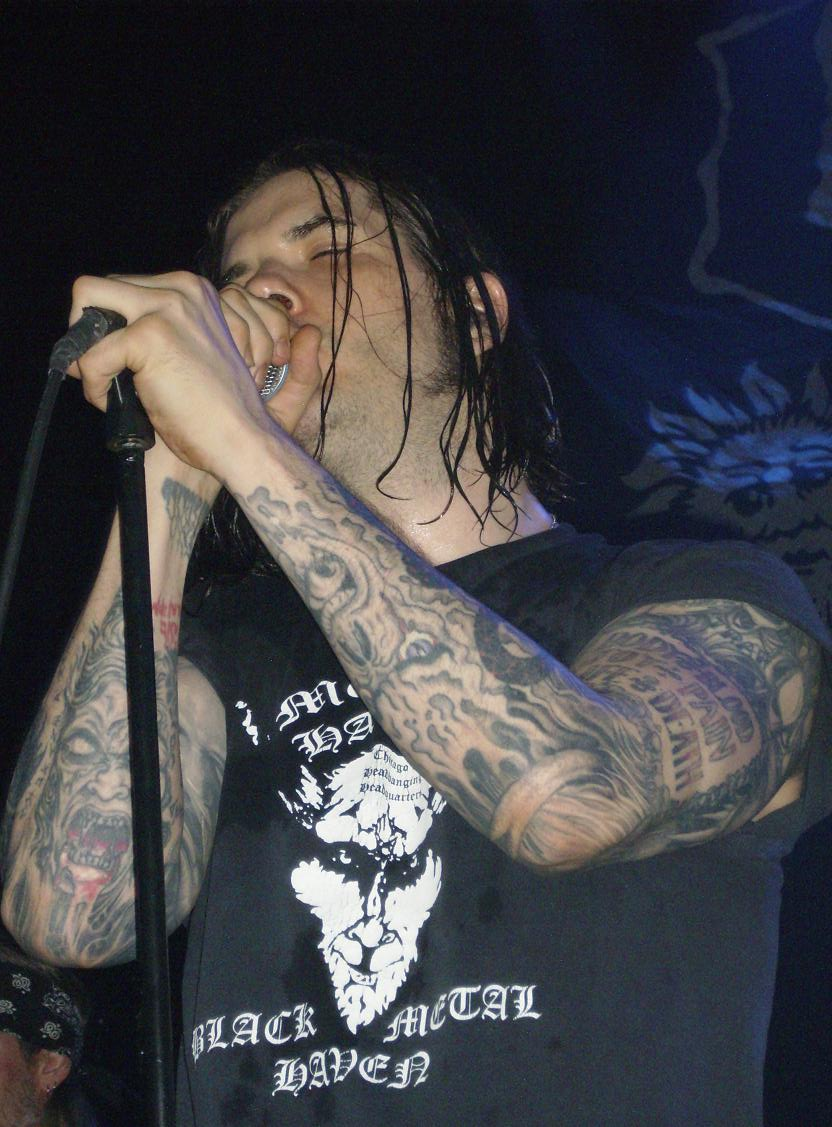
Phil Anselmo, vocalista de Down con una camiseta de Black Metal.

Todas las canciones escritas y compuestas por Conrad "Cronos" Lant, Jeffrey "Mantas" Dunn y Anthony "Abaddon" Bray. 
| Lado A ("Black") |                    |          |  |
| N.º              | Título             | Duración |  |
| 1.               | «Black Metal»      | 3:40     |  |
| 2.               | «To Hell and Back» | 3:00     |  |
| 3.               | «Buried Alive»     | 4:16     |  |
| 4.               | «Raise the Dead»   | 2:45     |  |
| 5.               | «Teachers' Pet»    | 4:41     |  |

| Lado B ("Metal") |                        |          |  |
| N.º              | Título                 | Duración |  |
| 6.               | «Leave Me in Hell»     | 3:33     |  |
| 7.               | «Sacrifice»            | 4:27     |  |
| 8.               | «Heaven's on Fire»     | 3:40     |  |
| 9.               | «Countess Bathory»     | 3:44     |  |
| 10.              | «Don't Burn the Witch» | 3:20     |  |
| 11.              | «At War with Satan»    | 2:14     |  |
| 47:49            |                        |          |  |

| Edición expandida 2002 |                                            |          |  |
| N.º                    | Título                                     | Duración |  |
| 12.                    | «Bursting Out» (60 Min+ version)           | 2:58     |  |
| 13.                    | «Black Metal» (Radio 1 session)            | 3:08     |  |
| 14.                    | «Nightmare» (Radio 1 session)              | 3:27     |  |
| 15.                    | «Too Loud for the Crowd» (Radio 1 session) | 2:09     |  |
| 16.                    | «Bloodlust» (Radio 1 session)              | 2:44     |  |
| 17.                    | «Die Hard» (12" version)                   | 3:06     |  |
| 18.                    | «Acid Queen» (12" version)                 | 2:31     |  |
| 19.                    | «Bursting Out» (12" version)               | 2:59     |  |
| 20.                    | «Hounds of Hell» (Outtake)                 | 3:20     |  |

## Integrantes
- Cronos - voz, bajo
- Mantas - guitarra
- Abaddon - batería

## Posición en las listas
| Listas de éxitos (1982)                  |    |
| ---------------------------------------- | -- |
| Top Indepent Albums (UK)                 | 7  |
| UK Indie Chart                           | 25 |
| Top 200 Of The Britain Alternative Music | 1  |

## Versiones de "Black Metal"
En orden alfabético:
- Burzum, en uno de sus primeros demos.
- Cradle of Filth, en el álbum Cruelty and the Beast.
- Dark Forest, en el demo Sodomized by Depraved Goat.
- Dimmu Borgir, en la edición japonesa del álbum In sorte Diaboli.
- Hypocrisy, en su álbum Osculum Obscenum.
- Mayhem, en su álbum en directo Dawn of the Black Hearts
- Pentagram, cover de Countess Bathory en Pentagram Reborn 2001
- Unleashed, cover de Countess Bathory en el álbum Shadows in the Deep.
- Vital Remains, en el álbum Into Cold Darkness
- Vader en el álbum Necrópolis

- Datos: Q804229